# Liste der Biografien/Lao
Liste der Biografien |
Portal Biografien |
Personensuche
# |
A |
B |
C |
D |
E |
F |
G |
H |
I |
J |
K |
L |
M |
N |
O |
P |
Q |
R |
S |
T |
U |
V |
W |
X |
Y |
Z |
?
 
La |
Lb |
Lc |
Le |
Lg |
Lh |
Li |
Lj |
Ll |
Lm |
Lo |
Lp |
Lt |
Lu |
Lv |
Lw |
Lx |
Ly |
Lz
 
Laa |
Lab |
Lac |
Lad |
Lae–Lah |
Lai |
Laj |
Lak |
Lal |
Lam |
Lan |
Lao |
Lap |
Laq |
Lar |
Las |
Lat |
Lau |
Lav |
Law |
Lax |
Lay |
Laz
Die Liste der Biografien führt alle Personen auf, die in der deutschsprachigen Wikipedia einen Artikel haben. Dieses ist eine Teilliste mit 38 Einträgen von Personen, deren Namen mit den Buchstaben „Lao“ beginnt.

## Lao
- Lao, Ai († 238 v. Chr.), falscher Eunuch und Beamter des Staates Qin
- Lao, Anna (* 1962), australische Badmintonspielerin
- Lao, Danielle (* 1991), US-amerikanische Tennisspielerin
- Lao, Lishi (* 1987), chinesische Wasserspringerin
- Lao, She (1899–1966), chinesischer Schriftsteller
- Lao, Xinying (* 1997), chinesische Filmemacherin
- Lao, Yi (* 1985), chinesischer Sprinter
- Lao, Yujing (1966–2016), chinesische Badmintonspielerin

### Laod
- Laodike, Gattin des Achaios
- Laodike, Gattin des Antiochos III.
- Laodike, Gattin des Phraates II.
- Laodike, Mutter des Seleukos I.
- Laodike, Tochter des Andromachos, Gattin des Seleukos II.
- Laodike, Tochter des Antiochos II., Gattin des Mithridates II. von Pontos
- Laodike, Tochter des Antiochos III.
- Laodike, Tochter des SeleukidenkönigsAntiochos IV.
- Laodike, Frau des seleukidischen Königs Antiochos II.
- Laodike, Gattin des Makedonenkönigs Perseus
- Laodike, Schwestergemahlin des Mithridates VI. von Pontos
- Laodike, Gattin des Ariarathes VI. von Kappadokien und des Nikomedes III. von Bithynien
- Laodike Philadelphos, Tochter des Mithridates III., Gattin des Mithridates IV. von Pontos
- Laodike Thea Philadelphos, Tochter des Antiochos VIII. und Gattin des Mithridates I. von Kommagene

### Laok
- Laokiatphong, Ploychompoo (* 2002), thailändische Snookerspielerin

### Laom
- Laomedon von Mytilene, Feldherr Alexanders des Großen, Satrap von Syrien

### Laor
- Laor, Daniel, israelischer Diplomat
- Laor, Yitzhak (* 1948), israelischer Schriftsteller
- Laorga, Luis (1919–1990), spanischer Architekt

### Laos
- Laos, Aino, britische Sängerin, Komponistin und Produzentin
- Laos, Ants (* 1943), estnischer Sportler, Politiker und Unternehmer
- Laosirikul, Pensiri (* 1984), thailändische Gewichtheberin

### Laou
- Laoual, Amadou (1944–2018), nigrischer Lehrer und Politiker
- Laouali, Idrissa (* 1979), nigrischer Fußballspieler
- Laoun, Maxime (* 1996), kanadischer Shorttracker
- Laoura, Sandra (* 1980), französische Freestyle-Skisportlerin
- Laourdas, Basil (1912–1971), griechischer Gräzist, Byzantinist und Neogräzist
- Laourou, Eloi, beninischer Diplomat
- Laoust, Henri (1905–1983), französischer Orientalist

### Laoz

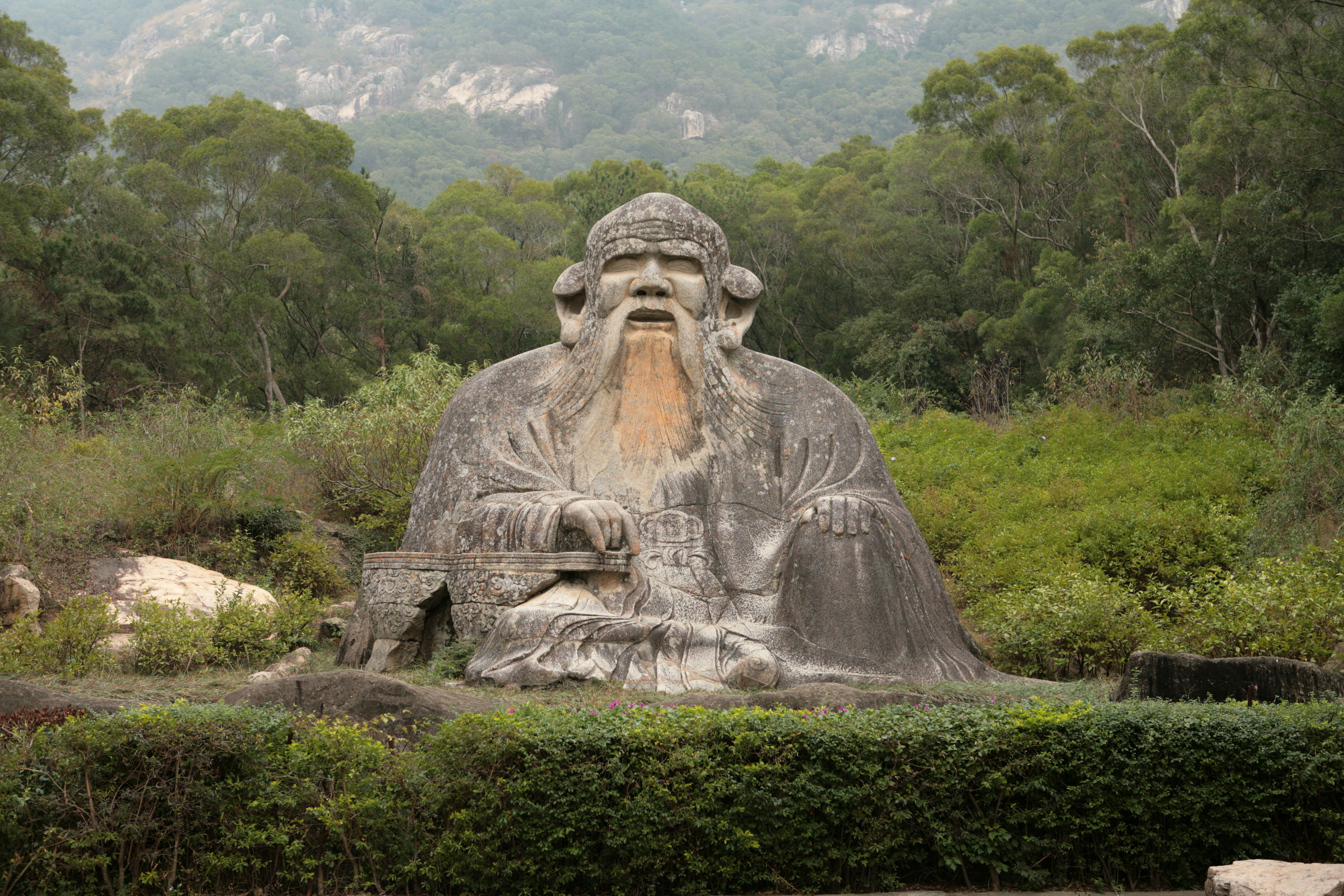
Laozi

- Laozi, chinesischer PhilosophLaozi